# А-223
А-223 «Снег» — советская корабельная система неуправляемого ракетного оружия (НРО) калибра 140 мм.

## История создания
Разработка велась в период с 1971 до 1974 годов. После успешных наземных испытаний опытных образцов, которые проходили с ноября 1974 по июнь 1975, в 1975 году были проведены морские испытания.
По результатам морских испытаний А-223 была рекомендована к принятию на вооружение артиллерийских катеров проекта 1208.

## Применение
А-223 «Снег» предназначена для поражения живой силы и техники противника на берегу при высадке морского десанта, поддержки действий морской пехоты. Скорострельность и дальность стрельбы обеспечивают необходимую поддержку морской пехоте при выполнении поставленных перед десантом задач.

## Состав
В состав системы входят:
1. палубная пусковая установка с подпалубным заряжающим устройством;
2. лазерное дальномерное устройство;
3. система управления огнём ПУС «Искра-1208»;
4. 140-мм неуправляемые реактивные снаряды.

## Оценка проекта

### Достоинства
- стрельба ведётся на ходу и в качку;
- высокий темп стрельбы;
- механическое заряжение установки;
- малые размеры установки.

### Недостатки
- слабое бронирование.
- крайне низкая дальность
- нетипичный калибр используемого боеприпаса
- низкая точность, не позволяющая применять средство вблизи союзных сил

## Тактико-технические характеристики[1]
| Калибр, мм                                  | 140           |
| Число стволов                               | 2             |
| Дальность стрельбы максимальная, м          | 6000          |
| Дальность стрельбы минимальная табличная, м |               |
| Угол вертикального наведения, град          | от −12 до +64 |
| Угол горизонтального наведения, град        | ±170          |
| Скорость вертикального наведения, град/с    | 25            |
| Скорость горизонтального наведения, град/с  | 27            |
| Вес установки, кг                           | 3300          |